# Atlantic 10 Conference
La Atlantic 10 Conference (A-10) è una delle conference dello sport NCAA che raggruppa università specialmente dell'est degli Stati Uniti, anche se include alcuni atenei del Midwest. Nonostante il nome la conference ha 15 membri e in essa si praticano 22 sport (10 maschili e 12 femminili); la sede della conference è a Newport News, in Virginia.

## Le squadre

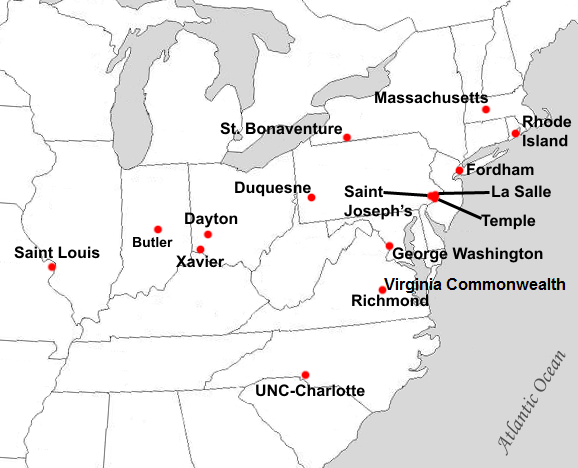
La mappa delle squadre facenti parte della Atlantic 10 Conference

| Scuola                           | Sede                        | Fondazione | Tipo                  | Studenti | Affiliazione | Nickname        |
| -------------------------------- | --------------------------- | ---------- | --------------------- | -------- | ------------ | --------------- |
| Davidson College                 | Davidson, Carolina del Nord | 1837       | Privata/Presbiteriano | 1756     | 2014         | Wildcats        |
| University of Dayton             | Dayton, Ohio                | 1850       | Privata/Cattolica     | 10920    | 1995         | Flyers          |
| Duquesne University              | Pittsburgh, Pennsylvania    | 1878       | Privata/Cattolica     | 10106    | 1976         | Dukes           |
| Fordham University               | Bronx, New York             | 1841       | Privata/Cattolica     | 14666    | 1995         | Rams            |
| George Mason University          | Fairfax, Virginia           | 1957       | Pubblica              | 31570    | 2013         | Patriots        |
| George Washington University     | Washington                  | 1821       | Privata/Indipendente  | 25116    | 1976         | Revolutionaries |
| La Salle University              | Filadelfia, Pennsylvania    | 1863       | Privata/Cattolica     | 6176     | 1995         | Explorers       |
| Loyola University Chicago        | Chicago, Illinois           | 1870       | Privata/Cattolica     | 17159    | 2022         | Ramblers        |
| University of Massachusetts      | Amherst, Massachusetts      | 1863       | Pubblica              | 26359    | 1976         | Minutemen       |
| University of Rhode Island       | Kingston, Rhode Island      | 1892       | Pubblica              | 15904    | 1980         | Rams            |
| University of Richmond           | Richmond, Virginia          | 1830       | Privata/Indipendente  | 4249     | 2001         | Spiders         |
| Saint Bonaventure University     | St. Bonaventure, New York   | 1858       | Privata/Cattolica     | 2406     | 1979         | Bonnies         |
| Saint Joseph's University        | Filadelfia, Pennsylvania    | 1851       | Privata/Cattolica     | 7900     | 1982         | Hawks           |
| Saint Louis University           | St. Louis, Missouri         | 1818       | Privata/Cattolica     | 16500    | 2005         | Billikens       |
| Virginia Commonwealth University | Richmond, Virginia          | 1838       | Pubblica              | 32303    | 2012         | Rams            |